# Демоцен
Демоцен (Schwerdtfeger, 1963) — біологічна система, що складається з популяції — одновидової групи особин — та її середовища, або демотопу.
У межах демоцену реалізуються екологічні залежності як першого, так і другого циклу (акції, реакції, коакції).
Системна екологія вивчає популяції як відносно самостійні підсистеми в межах екологічної системи (біогеоценозу), яка об'єднує їх з абіотичними компонентами в єдине ціле.